# Kallenbach (Lahn)
Der Kallenbach ist ein etwa 14,6 Kilometer langer Bach in Hessen und ein rechter und westlicher Zufluss der Lahn im östlichen Westerwald, der im Lahn-Dill-Kreis und im Landkreis Limburg-Weilburg verläuft.

## Geographie

### Verlauf
Beschreibung
Der Kallenbach entspringt im Oberwesterwälder Kuppenland am Südosthang des Knoten auf einer Höhe von etwa 551 m ü. NHN in einem Mischwald nordwestlich von Greifenstein-Arborn im Lahn-Dill-Kreis. Er fließt zunächst etwa dreihundert Meter südwärts durch Waldgelände, betritt dann die offene Flur und läuft danach am Ostrand von Arborn entlang. Auf seinem Weg zur Lahn wird er von Arborn bis Löhnberg vom Kallenbachradweg begleitet. Der Kallenbach wechselt nun seine Laufrichtung nach Südosten und umfließt den Südrand von Arborn. Er zieht anschließend im ausgewiesenen Naturschutzgebiet Kallenbachtal bei Arborn und Nenderoth, begleitet von einem breiten Saum von Erlen und Eschen sowie Hecken und Feldgehölzen, durch extensiv genutzte Glatthaferwiesen, Borstgrasrasen und Hochstaudenfluren. Sein Tal wird dort durch offene Talhänge des Oberwesterwaldes begrenzt. Kurz nach seinem Eintritt in das Naturschutzgebiet wird er auf seiner linken Seite vom Münchborn gespeist. Der Kallenbach fließt nun am Nordrand des Köhlerwaldes etwa dreihundert Meter südlich von Nenderoth entlang und wird dann von links vom Leyenbach gestärkt.
Bei der Sauerbornmühle verlässt er das Naturschutzgebiet, überschreitet die Kreisgrenze und betritt die Gemarkung Löhnberg im Landkreis Limburg-Weilburg. Kurz vor der Köttinger Mühle fließt ihm auf seiner linken Seite der Höllbach zu. Der Kallenbach fließt nun südostwärts durch Grünland am Wurmberg vorbei und passiert nunmehr südwärts fließend den Löhnberger Ortsteil Obershausen. Am Ortsausgang stärkt ihn wiederum auf seiner linken Seite das Hardtfloß. Etwas bachabwärts spaltet sich ein Mühlgraben ab, welcher einstmals die Eiselsmühle betrieb. Der Kallenbach fließt nun südostwärts durch Felder und Wiesen westlich am Schölzenberg vorbei und durchfließt dann in Richtung Süden Niedershausen, ebenfalls ein Ortsteil von Löhnberg. Etwas später wird er auf seiner rechten Seite vom Faulbach gespeist. Er läuft nun an der Niederhäuser Mühle und dann am Wasenberg vorbei. Bei der Löhnberger Hütte fließt ihm von rechts der Vöhlerbach zu. Der Kallenbach wechselt nun nach Osten, fließt nördlich an der Ortschaft Löhnberg entlang, unterquert die E 44 und mündet schließlich nordöstlich von Löhnberg auf einer Höhe von etwa 136 m ü. NHN von rechts in die Lahn.
Schema
  0,0 km:  Entspringt am Südosthang des  Knoten auf einer Höhe von etwa 551 m ü. NHN nordwestlich von Greifenstein-Arborn
  0,0 km: Fließt südwärts durch Waldgelände
  0,3 km: Betritt die offene Flur im  Vogelschutzgebiet Hoher Westerwald
  1,0 km: Kreuzt die L 3046
  1,0 km: Fließt am Westrand von  Arborn
  1,4 km: Passiert den Südzipfel von Arborn in südöstlicher Richtung
  1,5 km: Wird rechts von einem kleinen Bach [GKZ 25858112] (0,8 km) gespeist
  0,0 km: Läuft am Nordhang des   Heidenkopfes entlang
  1,6 km: Betritt das   Naturschutzgebiet Kallenbachtal bei Arborn und Nenderoth
  0,0 km: Fließt durch Grünland in Richtung Südosten
  1,9 km: Wechselt seinen Lauf nach Osten
  2,2 km: Wird links vom Münchborn [GKZ 25858114] (1,0 km) verstärkt
  2,4 km: Erhält weiteren Zulauf [GKZ 25858116] (1,4 km) von links
  0,0 km: Fließt ostwärts am Nordrand des Köhlerwaldes
  3,2 km: Läuft etwa 300 Meter südlich von  Nenderoth
  3,6 km:  Zufluss des Leyenbaches [GKZ 258582] (3,6 km) von links
  0,0 km: Läuft nun am Südhang  des  Hardt entlang
  4,4 km: Rechts spaltet sich ein Mühlgraben ab
  4,5 km: Zufluss [GKZ 2585831122] (1,0 km) von rechts in den Mühlgraben
  4,7 km: Verlässt das Naturschutzgebiet
  4,8 km: Sauerbornsmühle
  4,9 km: Ende des Mühlgrabens
  5,0 km: Wechselt vom Lahn-Dill-Kreis in den Landkreis Limburg-Weilburg
  0,0 km: Fließt durch Grünland begleitet von einem Saum aus Büschen und Bäumen in Richtung Ostsüdosten
  5,3 km: Nimmt auf seiner linken Seite einen kleinen Bach [GKZ 258583114] (0,7 km) auf
  0,0 km: Läuft etwa 400 m südlich an dem 1591 vom Grafen Johann VI von Nassau-Dillenburg erbauten  Hof Johannisburg vorbei
  5,6 km: Wird auf seiner linken Seite vom Höllbach [GKZ 258583116]  (1,6 km) gespeist
  6,1 km: Köttingermühle, ehemals Schlichts-Mühle genannt
  6,4 km: Wechselt seine Laufrichtung nach Südosten
  0,0 km: Fließt südwestlich am  Wurmberg vorbei
  6,5 km: Nimmt beim Sauerbrunnen auf seiner linken Seite einen weiteren kleinen Bach [GKZ 258583118]  (1,4 km) auf
  7,0 km: Kurz bevor er Obershausen erreicht, speist ihn auf seiner linken Seite ein Bächlein [GKZ 258583192]  (0,9 km)
  7,0 km: Er betritt  Obershausen
  0,0 km: Fließt südwärts durch die Ortschaft
  7,1 km: Unterquert die L 3044, hier Hauptstrasse genannt
  7,5 km: Etwa in der Ortsmitte fließt ihm von rechts ein kleiner Bach [GKZ 258583912]  (0,8 km) zu
  8,1 km: Quert abermals die L 3044
  8,2 km: Er verlässt  Obershausen
  8,3 km: Wird auf seiner linken Seite vom Hardtfloß [GKZ 258583914] (1,6 km) gespeist
  8,4 km: Nimmt dort einen Nebenarm des Hardtfloßes  auf
  0,0 km: Unmittelbar danach fließt ihm auf der anderen Seite ein weiterer kleiner Bach [GKZ 258583916] (0,6 km) zu
  8,5 km: Links spaltet sich ein Mühlgraben ab
  8,7 km: Nimmt auf seiner rechten Seite ein Waldbächlein [GKZ 258583918] (0,8 km)  auf
  9,0 km: Eiselsmühle
  9,1 km: Ende des Mühlgrabens
  0,0 km: Fließt südostwärts durch Ackerland
  9,4 km: Läuft am Westhang des  Schölzenberges entlang
  9,8 km: Hier fließt ihm ein kleiner Bach [GKZ 258583994] auf seiner linken Seite zu
  9,8 km: Nimmt einen kleinen Bach [GKZ 258583996] auf seiner rechten Seite auf
  0,0 km: Fließt am Grebehof vorbei
 10,2 km: Erreicht den Nordrand von  Niedershausen
  0,0 km: Fließt südwärts durch die Ortschaft
 11,5 km: Er verlässt  Niedershausen
  0,0 km: Läuft nun durch Grünland
 11,7 km: Wird auf seiner rechten Seite vom Faulbach [GKZ 258584] gespeist
 12,4 km: Niederhäuser Mühle
 12,8 km: Fließt östlich am  Wasenberg vorbei
 14,6 km: Mündet nordöstlich von Löhnberg auf einer Höhe von etwa 136 m ü. NHN von rechts in die Lahn

### Einzugsgebiet
Das 84,88 km² große Einzugsgebiet des Kallenbachs liegt im Oberwesterwald und im Weilburger Lahntal. Es wird über die Lahn und den Rhein zur Nordsee entwässert.
Es grenzt
- im Norden und Osten an das des Lahnzuflusses Ulmbach
- im Süden an das des Kerkerbachs, ebenfalls ein Zufluss der Lahn
- und im Westen an das des Lasterbachs, der in den Lahnzufluss Elbbach mündet.

Die höchste Erhebung ist der 605,4 m ü. NHN hohe Knoten im Nordwesten des Einzugsgebietes.
Ein großer Teil des Einzugsgebietes ist bewaldet und in den Auen dominiert Grünland.

### Zuflüsse
- Münchborn[10] [GKZ 25858114] (links), 1,1 km
- Leyenbach (links), 3,6 km, 3,84 km²
- Flutgraben[10] [GKZ 258583114] (links), 0,7 km
- Höllbach (links), 1,6 km
- Hardtfloß (links), 1,7 km
- Eimesfloß[11] [GKZ 258583996] (rechts), 1,5 km
- Faulbach (rechts), 8,9 km, 22,59 km², 235,1 l/s
- Vöhlerbach (Seebach[12]) (rechts), 14,3 km, 29,85 km², 210,9 l/s